# Villaluenga de la Sagra
Villnueva de la Sagra este un oraș din Spania, situat în provincia Toledo din comunitatea autonomă Castilia-La Mancha. Are o populație de 3.216 de locuitori.